# Charlie Mariano
Charlie Mariano ( Boston, Massachusetts, Estados Unidos, 12 de noviembre de 1923 – Colonia, Alemania, 16 de junio de 2009) fue un músico estadounidense de jazz. Su instrumento principal era el saxo alto; tocaba además el saxo soprano, varios tipos de flauta y el nagaswaram, un tipo de oboe del sur de la India.

## Carrera
Tocó en una de las big bands de Stan Kenton y también con Toshiko Akiyoshi (que por entonces era su esposa), Charles Mingus, Eberhard Weber, The United Jazz and Rock Ensemble, el grupo alemán Embryo, el Karnataka College of Percussion y muchos otros músicos de importancia.
Se trasladó a Europa en la década de los años 1970 y acabó asentándose en Colonia con su esposa, la pintora Dorothee Zippel.
Tuvo 6 hijas (una de ellas la cantante de soul y jazz Monday Michiru, hija también de Akiyoshi), 6 nietos y 2 bisnietas.

## Discografía

### A su nombre
- "Charlie Mariano Octet". 1949
- Charlie Mariano: "Boston All Stars". 1951
- "Charlie Mariano Quartett". 1955
- Charlie Mariano: "Folk Soul". 1967
- Sadao Watanabe & Charlie Mariano: "Iberian Waltz" (Denon, 1967)
- Charlie Mariano: "Reflections". 1974
- Philip Catherine - Charlie Mariano - Jasper van't Hof: "Sleep My Love". 1979
- Charlie Mariano & Karnataka College of Percussion: "Jyothi". 1983
- Shigihara - Mariano - Wells - Küttner: "Tears of Sound". 1984
- Charlie Mariano Group: "Plum Island". 1985
- André Jaume & Charlie Mariano: "Abbaye de l´epau". 1990
- Charlie Mariano - Jasper van't Hof: "Innuendo". 1992
- Charlie Mariano & Friends: "Seventy". 1993
- "Nassim". 1997
- Charlie Mariano: "Bangalore". 1998
- Jasper van't Hof, Charlie Mariano, Steve Swallow: "Brutto Tempo". 2001
- Dieter Ilg & Charlie Mariano: "Due". 2005

### A nombre de otros
Con Chet Baker y Bud Shank
- Theme Music from "The James Dean Story" (World Pacific, 1956)

Con Peggy Connelly
- That Old Black Magic (Bethlehem,1956)

Con Embryo
- We Keep On, 1973
- Surfin' , 1975
- Bad Heads and Bad Cats, 1976
- Live, 1977
- Life, 1980

Con Maynard Ferguson
- The Blues Roar (Mainstream, 1965)

Con George Gruntz
- Theatre (ECM, 1983)

Con Chico Hamilton
- The Further Adventures of El Chico (Impulse!, 1966)
- With Dieter Ilg
- Due, 2005

Con André Jaume
- Abbaye et Lépau, 1990

Con Elvin Jones
- Dear John C. (Impulse!, 1965)

Con Theo Jörgensmann
- Fellowship (2005)

Con Stan Kenton
- Kenton Showcase (Capitol, 1954)
- Contemporary Concepts (Capitol, 1955)
- Kenton with Voices (Capitol, 1957)
- Viva Kenton! (Capitol, 1959)
- Standards in Silhouette (Capitol, 1959)
- Road Show (Capitol, 1959) w/June Christy, The Four Freshmen

Con la Rolf Kühn Orchestra
- Symphonic Swampfire (MPS, 1979)

Con Shelly Manne
- Swinging Sounds (Contemporary, 1956)
- More Swinging Sounds (Contemporary, 1956)
- Concerto for Clarinet & Combo (Contemporary, 1957)
- The Gambit (Contemporary, 1958)

Con Charles Mingus
- The Complete Town Hall Concert (Blue Note, 1962 [1994])
- The Black Saint and the Sinner Lady (Impulse! 1963)
- Mingus Mingus Mingus Mingus Mingus (Impulse!, 1963)

Con el Modern Jazz Quartet
- Jazz Dialogue (Atlantic, 1965)

Con Pierre Moerlen's Gong
- Leave It Open (Arista, 1981)

Con Pork Pie
- Transitory, 1974

Con Herb Pomeroy
- The Band and I (United Artists, 1958) con Irene Kral

Con Alex Riel
- Live at Stars, 2008

Con Joanna Rimmer
- Dedicated to...Just Me! (Sam, 2008)

Con Supersister
- Iskander, 1973

Con McCoy Tyner
- Live at Newport (Impulse, 1963)

Con Edward Vesala
- Nan Madol (JAPO, 1974)

Con Eberhard Webers' Colours
- Yellow Fields (ECM, 1975)
- Silent Feet (ECM, 1978)
- Little Movements (ECM, 1980)